# Балканська работоргівля

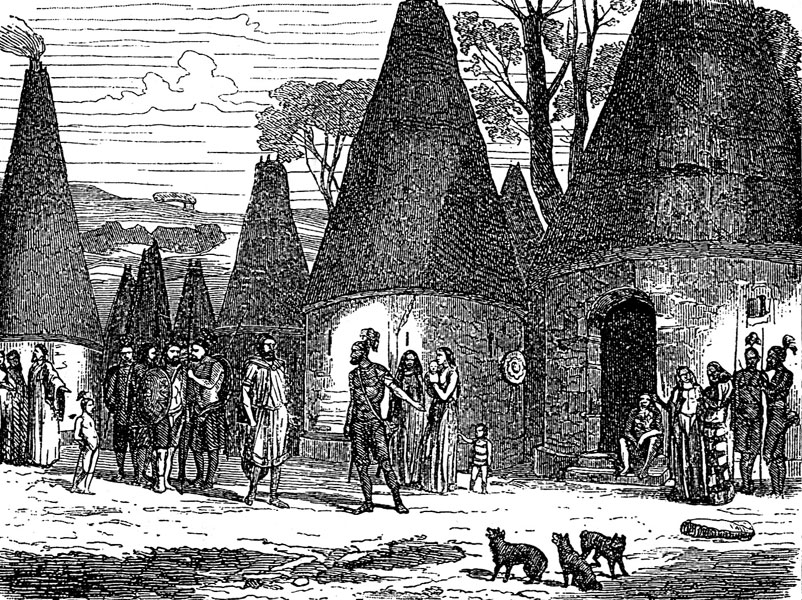
Склавини між Дунаєм та Балканськими горами

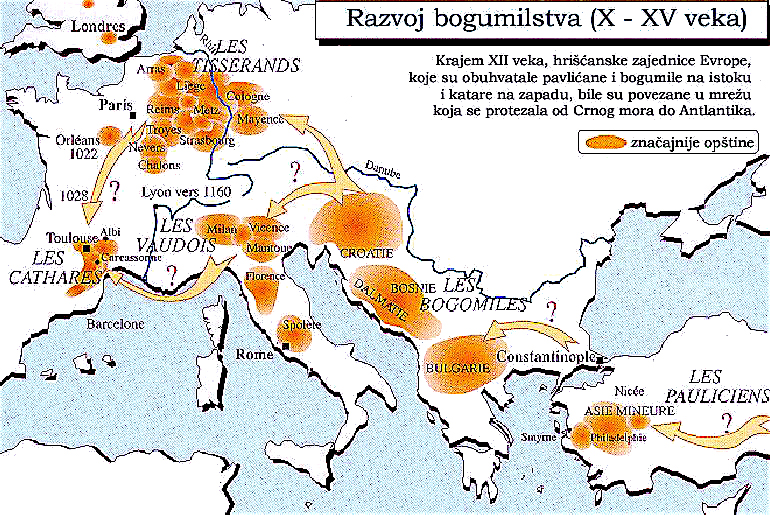
Поширення богомильства.

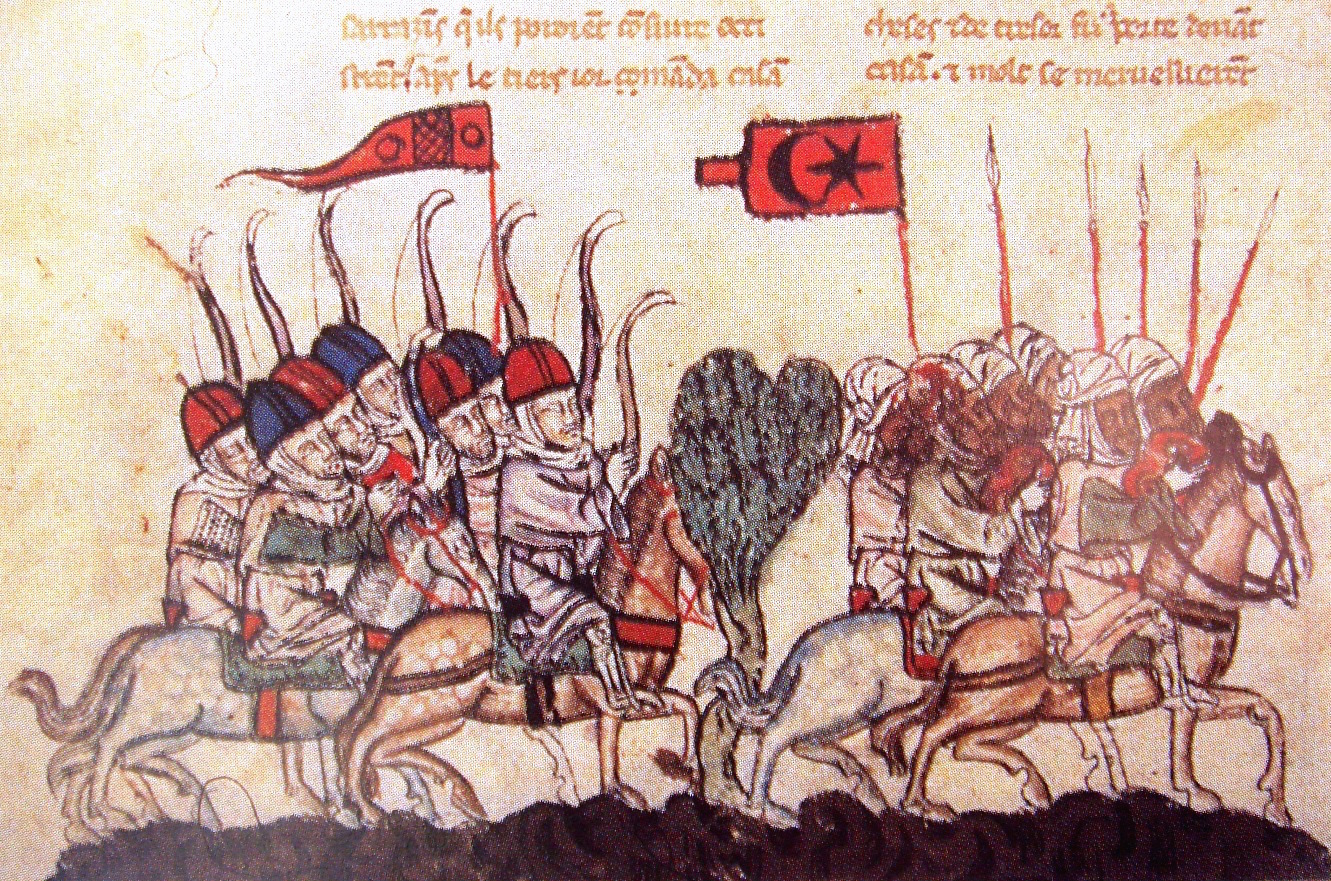
Битва при Ваді-ель-Хазандар 1299 року, на якій зображені монгольські лучники та мамлюцька кіннота. У той час багато мамлюцьких солдатів походили з балканських та чорноморських работоргівців.

Балканська работоргівля — торгівля рабами з Балкан венеційськими работорговцями через Адріатичне та Егейське моря до Італії, Іспанії та ісламського Близького Сходу, з VII століття в період раннього Середньовіччя до середини XV століття. Це був один із шляхів венеційської работоргівлі.
Торгівля ґрунтувалася на тому, що Балкани були релігійною прикордонною зоною, що було важливо в Середньовіччі, коли релігія була визначальним фактором, який впливав на те, кого вважати законним об'єктом поневолення. Протягом тривалого часу в Середньовіччі Балкани були язичницькою територією. Після прийняття християнства в ХІ столітті вони зазнали впливу православного християнства та богомильства. Цей вплив підтримував статус регіону як релігійного прикордоння з рештою тодішньої католицької Європи. Работоргівля експортувала спочатку язичницьких, а потім православних і богомильських слов'ян до Італії, Іспанії та Португалії в Південній Європі, але більша частина експорту йшла на ісламський Близький Схід.
Балканська работоргівля була одним з головних шляхів європейських рабів -сакаліба до ісламського Близького Сходу, поряд з празькою работоргівлею на заході, чорноморською работоргівлею, хозарською работоргівлею та бухарською работоргівлею на сході. Це був головний постачальник мамлюків-рабів-солдатів для військового рабства в Мамлюкському султанаті Єгипту. Балканська работоргівля на початку Середньовіччя сприяла становленню Венеційської республіки як процвітаючої торговельної імперії в Середземному морі.
У XV столітті балканська работоргівля була закрита для Європи через мусульманське османське завоювання Балкан і, як наслідок, інтегрована в османську работоргівлю. Припинення постачання рабів до Іспанії та Португалії з балканської работоргівлі сприяло встановленню атлантичної работоргівлі, коли виник попит на рабів у нових іспанських колоніях Нового Світу, і старе балканське джерело постачання рабів довелося замінити новим джерелом некатолицьких рабів.

## Історія

### Передісторія
У Середньовіччі неформальні рабовласницькі зони формувалися вздовж релігійних кордонів. І християни, і мусульмани забороняли поневолення людей своєї віри, але обидві спільноти схвалювали поневолення людей іншої віри.
Таким чином, работоргівля органічно поєднувалася з релігійними принципами. Хоча християни не поневолювали християн, а мусульмани не поневолювали мусульман, і ті, й інші дозволяли поневолювати людей, яких вони вважали єретиками, що, наприклад, дозволяло католицьким християнам поневолювати православних, а мусульманам-сунітам — мусульман-шиїтів.
Работоргівля була заснована на тому факті, що Балкани були релігійною прикордонною зоною між спочатку язичницькими та християнськими, а пізніше католицькими та православними землями. Оскільки тогочасні звичаї не схвалювали поневолення людей однієї релігії, це зробило Балкани джерелом постачання рабів як для християнських, так і для мусульманських земель. Іншим фактором було те, що Балкани тривалий час були політично децентралізованими і нестабільними, і в ранньому середньовіччі були відомі як склавинські або слов'янські землі. Ці два фактори в поєднанні зробили Балкани благодатною мішенню для работоргівлі, коли військовополонених вороги продавали венеційським работорговцям на узбережжях.
Найбільшою мішенню работоргівлі були боснійці, оскільки вони сповідували богомильство, віру, яка не визнавалася християнством, і тому робила їх законними об'єктами рабства як у католицькій, так і в православній Європі.

### Маршрути рабів
Балканська работоргівля була окремою від чорноморської работоргівлі, яка відбувалася на східному березі Балкан з центрами в генуезькій Кафі та венеційській Тані. Жертви балканської работоргівлі продавалися не через східне узбережжя Балкан, а через морські порти вздовж узбережжя Адріатичного моря, головним чином через Рагузу (Дубровник), центр балканської работоргівлі, де венеційські купці купували рабів з Балкан, щоб продавати їх в Егейському морі. Венеційські работорговці перевозили балканських рабів із західного узбережжя Балкан через Адріатичне море до Егейського моря, де генуезький Хіос (Хіоська сеньйорія та Маона Хіоса і Фокеї) та венеціанський Крит (королівство Кандія) були транзитними центрами для експорту балканських рабів до Іспанії на заході або Єгипту на півдні.
Другим джерелом постачання балканських рабів до рабовласницького центру Егейського моря були бранці, захоплені під час війни між турками-османами, Імперією ромеїв та латинськими державами хрестоносців у Греції (Франкократія). Під час османського завоювання Балкан турки-османи продавали грецьких і болгарських військовополонених італійським работорговцям на невільничому ринку венеційського Криту.
Також вивозили рабів, які юридично не вважалися законними об'єктами поневолення. Албанських дітей, яких називали аніме, продавали до Венеції через Дураццо (Дуррес); оскільки албанці не були богомілами, а православними або католиками, а отже, офіційно не вважалися законними об'єктами поневолення, їх офіційно не вважали рабами, а продавали як кабальних слуг, які формально вважалися контрактними працівниками.

### Ринок рабів
Рабів переважно відправляли в один з двох напрямків. Меншу кількість рабів продавали в Італію та Іспанію як підневільну домашню прислугу, яку називали ancillae. В Італії богомильських рабів називали paterina або pagana, що означало їхній релігійний статус язичників, який, як вважалося, легітимізував їхній статус рабів. Відомо, що балканські раби, продані в рабство в Італії, були албанцями, боснійцями, сербами, слов'янами, болгарами, волохами або русинами.
Однак найбільшим ринком збуту рабів був ісламський Близький Схід, який від самого початку був головним ринком для балканської работоргівлі. Зазвичай раби потрапляли на Близький Схід через рабство в Єгипті, який також був найбільшим пунктом призначення для них. В арабському світі балканських рабів часто називали румі.
У той час як більшість рабів, проданих до Південної Європи (Італії та Іспанії), були дівчатами, оскільки вони мали стати служницями анцилла, більшість рабів-чоловіків, близько 2 000 щорічно, були продані до Мамлюкського султанату в Єгипті, і в цьому випадку більшість з них були хлопчиками, оскільки Мамлюкський султанат потребував постійного постачання рабів-солдатів, балканська работоргівля була, поряд з чорноморською работоргівлею, одним із двох основних джерел постачання рабів майбутніх мамлюцьких солдатів для військового рабства в Мамлюцькому султанаті в Єгипті. Наприклад, мамлюцький султан Хушкадам аз-Загір (1461—1467) спочатку став жертвою балканської работоргівлі та до звільнення був названий рабом-румі.
У середині ХІІІ століття Папа Інокентій IV розкритикував італійських купців за експорт болгарських, грецьких та русинських рабів мусульманам у Єрусалимі.

## Кінець
У XV столітті балканська работоргівля зазнала труднощів. Республіка Рагуза заборонила торгівлю рабами з Рагузи, одного з головних морських портів балканської работоргівлі, у 1416 році.
Венеційська работоргівля з Балкан поступово припинилася паралельно із завоюванням Балкан Османською імперією протягом XV століття. Работоргівля з Балкан була припинена як окрема работоргівля, а османи перехопили її та включили до османської работоргівлі, яка на Балканах була пов'язана з работоргівлею в Чорному морі.
Венеційські работорговці не могли конкурувати з османсько-кримською конкуренцією. Після цього вони придбали меншу кількість рабів у османських работорговців через транссахарську работоргівлю. Однак у XVI столітті венеційська работоргівля невдовзі була витіснена в Європі атлантичною работоргівлею.